# Giuseppe Tomaselli
Giuseppe Tomaselli (Rovereto, 29 gennaio 1758 – Würzburg, 20 marzo 1836) è stato un tenore e attore teatrale italiano.
Si esibì sulle scene italiane e tedesche (soprattutto a Salisburgo).

## Biografia
Tomaselli ricevette a Milano un'educazione musicale focalizzata sul canto. Ottenne un posto nella cappella di corte del principe arcivescovo di Salisburgo, Hieronymus von Colloredo, nell'ottobre del 1781. Presto fece conoscenza di Mozart e della sua famiglia.
Tra il 1796 e il 1798 diresse il teatro di Stato di Salisburgo insieme a Lorenz Hübner. Durante questo periodo non solo ottenne un grande successo come cantante, ma anche come insegnante di canto.
Tra 1803 e 1807 fu cantante di camera per la corte lorenese di Toscana, allora rifugiata a Salisburgo. All'età di 30 anni sposò Theresia Gschwendter. Dopo la morte della moglie sposò in seconde nozze Antonia Honikel, figliastra di Leopold Erich. Con la seconda moglie ebbe una figlia, Katharina e tre figli, Carl, Franz e Ignaz.
Dopo la secolarizzazione dell'arcivescovado di Salisburgo, la cappella di corte del principe arcivescovile rimase attiva per qualche tempo. Fu però sciolta anche essa nel febbraio 1806 e Tomaselli si recò a Vienna alla corte dell'imperatore austriaco Francesco I. Nell'autunno del 1833 si ritirò dalla vita pubblica e lasciò Vienna. Visse per un breve periodo con la sua famiglia a Salisburgo, ma si stabilì poi a Würzburg dove morì sette settimane dopo il suo 78º compleanno. Fu sepolto nel cimitero Petersfriedhof.

## Interpretazioni
- Armidoro ne La buona figliuola di Niccolò Piccinni, al Teatro di Cittadella di Bergamo, per il carnevale 1773-1774[1].
- Graf Schönblüh (Il Conte di Belfiore) in Unter zwey Streitenden zieht der dritte den Nutzen (Fra i due litiganti il terzo gode) di Giuseppe Sarti, al Teatro di Corte di Salisburgo, in 1787[2].
- Masino in Giannina e Bernardone di Domenico Cimarosa, al Teatro di Corte di Salisburgo, in 1787[3],
  - e di nuovo nella versione tedesca (Hanchen und Bernardon) allo stesso posto in 1788[4].